# Лассаль, Антуан Шарль Луи
Антуа́н Шарль Луи́ де Ласса́ль (фр. Antoine Charles Louis de Lasalle; 10 мая 1775, Мец — 6 июля 1809, Дойч-Ваграм, Нижняя Австрия) — французский кавалерийский командир периода революционных и наполеоновских войн, дивизионный генерал (1806 год), граф (1808 год). Имя генерала выбито на Триумфальной арке в Париже.

## Биография
Родился 10 мая 1775 году в Меце. Благодаря дворянскому происхождению одиннадцатилетним был произведён в офицеры (в 1786 году), но действительную службу начал в 16 лет 25 мая 1791 году в 24-м кавалерийском полку.

## Начало деятельности
С наступлением Великой Французской революции Лассаль, в силу декрета Конвента, исключившего всех дворян из армии, вынужден был отказаться от офицерского звания и вступил рядовым в 23-й конно-егерский полк, с которым, в составе Северной армии, участвовал в войнах 1792—1794 годов.
Выдающиеся подвиги Лассаля в 1794 году вернули ему офицерское звание. Благодаря дружбе с молодым Келлерманом Лассаль стал адъютантом его отца, генерала Келлермана, командовавшего французской армией в Италии, но скоро замещённого Бонапартом.

## Итальянская кампания
Итальянская кампания быстро выдвинула Лассаля, совершившего ряд подвигов самой блистательной храбрости. В сражении у Брешии его взял в плен генерал Кважданович. Вурмзер, между прочим, спросил Лассаля, сколько лет Бонапарту. Находчивый Лассаль ответил: «Ему столько же лет, сколько было Сципиону, когда он победил Ганнибала». Польщённый тонким комплиментом, Вурмзер отпустил Лассаля на слово.
Под Виченцой Лассаль в сопровождении 18 драгун пробрался в австрийский тыл (по некоторым сведениям, для свидания с красавицей-маркизой де Сали, с которой познакомился ещё до занятия Виченцы австрийцами). На обратном пути все дороги оказались занятыми. Лассаль атаковал 100 австрийских гусар, пробрался к реке Бакильоне, был окружён четырьмя гусарами, ранил их всех, переплыл со своими людьми реку и присоединился к своему отряду как раз тогда, когда Бонапарт производил ему смотр. Всегда щегольски одетый и на прекрасных лошадях, Лассаль на этот раз явился на смотр весьма потрепанный, верхом на австрийской лошади, в австрийском седле. Спрошенный Бонапартом о причине такого странного появления, Лассаль рассказал, что он предпринимал рекогносцировку. И действительно, он отлично сумел наметить неприятельское расположение и доставил главнокомандующему драгоценные сведения. Бонапарт, всегда любивший подвиги безумной храбрости, произвёл его в следующий чин и перевёл в 7-й гусарский полк.
В сражении при Риволи Лассаль произвёл несколько лихих кавалерийских атак на колонну Кваждановича, а в конце боя отчаянной атакой 200 всадников опрокинул в овраг колонну Очкая, чем и был закончен бой. После сражения Лассаль, бледный и усталый, явился к главнокомандующему с отнятыми у австрийцев знамёнами; Бонапарт, указывая на них, сказал Лассалю: «Отдохните на них, вы это вполне заслужили». Впоследствии Наполеон говорил: «Битву при Риволи выиграли: Массена, Жубер, Лассаль и я». Итальянская кампания дала Лассалю случай отличиться также при Пиаве и Тальяменто.

## Египетский поход

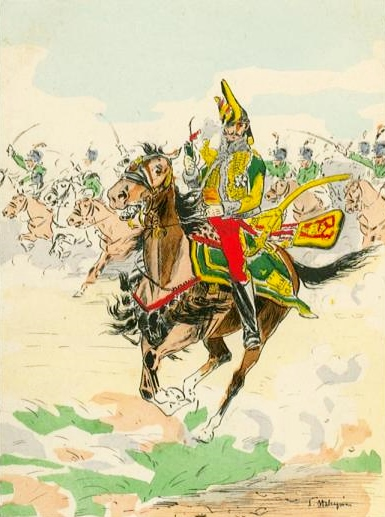
Генерал Лассаль во главе кавалерии. Художник Луи-Фердинанд Малеспина

По заключении Кампо-Формийского мира Лассаль был командирован в Париж для участия в подготовке Египетской экспедиции. Участие в последней ознаменовалось для Лассаля длинным рядом новых подвигов.
В сражении при Пирамидах лихая атака эскадрона Лассаля довершила поражение Мурад-бея. Произведённый за это сражение в полковники и назначенный командиром 22-й конно-егерской полубригады, Лассаль, находясь во главе кавалерийского авангарда под начальством Даву, выполнял самые рискованные задачи, отличившись при Суаже, Согейдже, Самхуде, Шебрейсе (где Лассаль сломал в бою семь сабель, а под ним было убито три лошади) и Салахие. В последнем сражении, во время атаки на мамелюков, Лассаль нечаянно уронил саблю, но немедленно подхватил её с земли, вскочил на лошадь и врубился в неприятельские ряды.
В деле при Ремедие Лассаль спас жизнь Даву, отважно бросившись на окруживших того арабов. За отличия Первый консул наградил Лассаля почётной саблей и пистолетами. 25 августа 1800 года возглавил 10-й гусарский полк.

## Европейские кампании

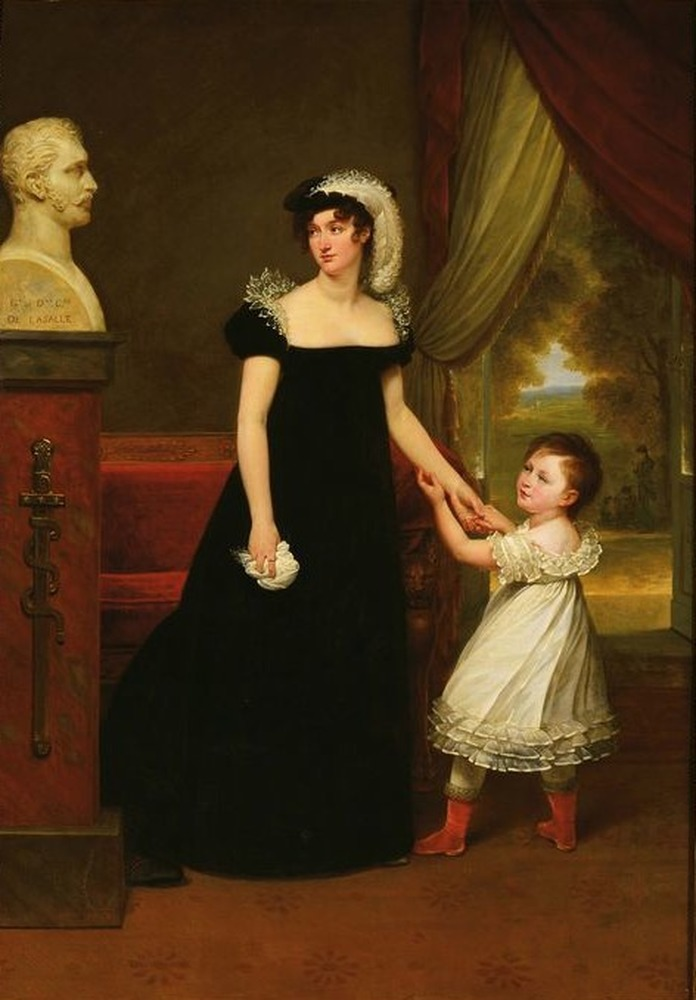
Жозефина д`Эгильон (1771—1850), бывшая жена генерала Леопольда Бертье; с 1803 года жена Антуана Лассаля, и их дочь Жозефина (1812). Худ. Антуан-Жан Гро.

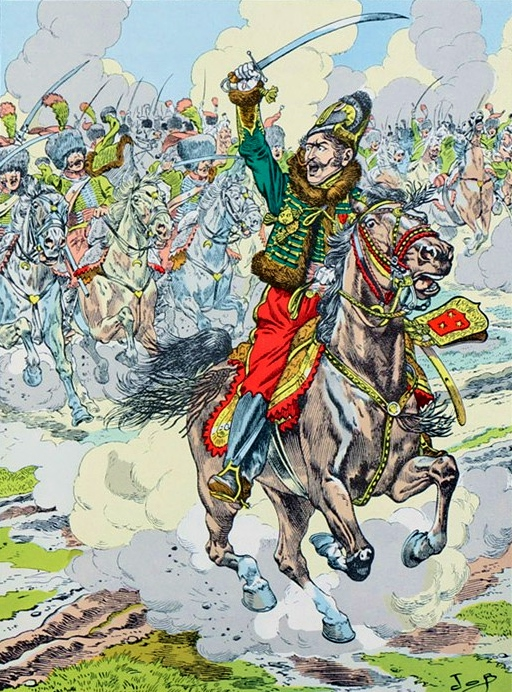
Генерал Лассаль во главе кавалерии в битве при Пренцлау. Художник Жоб.

1 февраля 1805 года Лассаль был произведён в бригадные генералы и 2 марта получил под своё начало бригаду драгун (4-й и 14-й драгунские полки) в Амьене. Бригада была частью 1-й драгунской дивизии Клейна. 13 декабря 1805 года переведён командиром бригады лёгкой кавалерии 5-го армейского корпуса Великой Армии.
20 сентября 1806 года Наполеон сформировал бригаду лёгкой кавалерии из 5-го и 7-го гусарских полков в составе резервной кавалерии Мюрата. Во время преследования остатков разбитой под Ауэрштедтом и Йеной прусской армии Лассаль 28 октября 1806 года взял в плен у Пренцлау князя Гогенлоэ с 16 тысячами пехотинцев, всей почти королевской гвардией, 45 знамёнами и 65 пушками.
Наполеон выразил Лассалю в приказе по армии благодарность, а на следующий день тот во главе своей бригады появился под крепостью Штеттин, хорошо укреплённой и снабжённой, имевшей шеститысячный гарнизон при 160 орудиях, и потребовал её сдачи. В 2 часа утра комендант Штеттина подписал капитуляцию, по которой гарнизон должен был в 8 часов утра дефилировать из крепости и сдаться в плен.
Лассаль тотчас же послал об этом донесение Мюрату, прося у него пехоты. К 8 часам утра прибыл, однако, всего один полк с двумя орудиями. Вышедшие из крепости прусские войска, заметив незначительность французского отряда, решили сопротивляться. Тогда Лассаль отчаянной атакой рассеял их по равнине, а подошедшая тем временем пехота Виктора положила конец бою. По этому случаю Наполеон писал Мюрату: «Если ваши гусары берут крепости, то мне остается расплавить тяжёлую артиллерию и распустить инженеров».
В сражении при Швартау (6 ноября) Лассаль сыграл весьма видную роль в обходном движении, принудившем Блюхера капитулировать.
Как энергично действовал Лассаль в течение этой кампании, видно из того, что с 7 октября по 7 ноября 1806 года его бригада ежедневно делала в среднем по 41 км, а в экстренных случаях — вдвое больше.
Для характеристики же его строжайшего отношения к воинской чести лучше всего может служить случай с его бригадой при Голымине (26 декабря 1806 года). Получив приказание атаковать русскую артиллерию, бригада двинулась вперёд, как вдруг послышался крик «стой», повторившийся по всей линии. Эскадроны остановились, ряды разорвались, а затем, в силу ничем не объяснимой паники, кинулись назад в таком беспорядке, что только через полчаса их удалось собрать снова. Лассаль повёл бригаду опять вперёд, поставил её под выстрелы неприятельских орудий и держал таким образом неподвижно до полуночи. Бригада понесла чувствительные потери, а под Лассалем было убито две лошади.
30 декабря 1806 года Лассаль получил чин дивизионного генерала и возглавил дивизию лёгкой кавалерии. В кампании 1807 года сражался у Прейсиш-Эйлау, Деппена, Фридланда и Кёнигсберга, а в сражении при Гейльсберге спас Мюрата, окруженного двенадцатью русскими драгунами. Шарль, заметив отчаянное положение маршала, врубился в ряды противника, убил их командира, а остальных обратил в бегство. Через 2 часа Мюрат оказал Лассалю такую же услугу, после чего пожал ему руку со словами: «Генерал, мы в расчёте» (фр. Général, nous sommes quittes).

## Испанская кампания
15 февраля 1808 года Лассаль возглавил новую дивизию лёгкой кавалерии, сформированную императором для действий в Испании, в июне нанёс у Торкемады поражение испанским инсургентам, а затем после сражения у деревни Кабесон взял город Вальядолид.

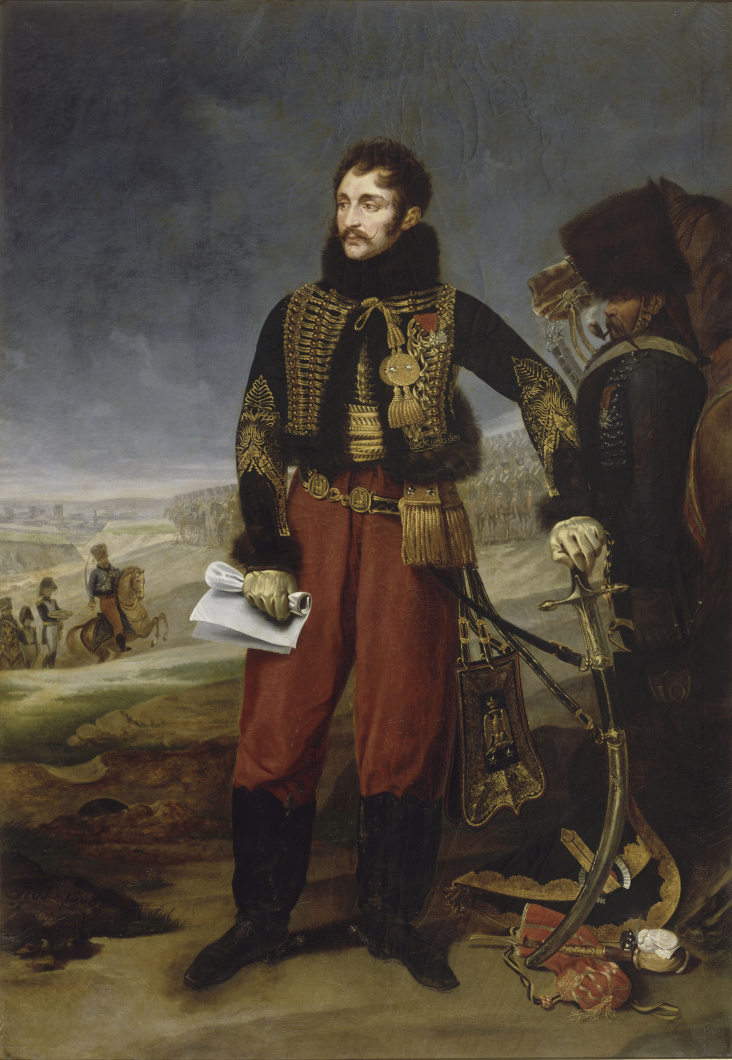
Лассаль при Штеттине. Художник Антуан-Жан Гро.

В сражении при Медина-де-Риосеко (14 июня), во многом благодаря отважным и умелым действиям Лассаля французы под начальством маршала Бессьера одержали победу над превосходящими силами испанцев.
При отступлении французов на Виторию Лассалю впервые пришлось командовать арьергардом, он обнаружил при этом выдающиеся способности к маневрированию.
10 ноября, в сражении при Бургосе, Лассаль во главе двух конно-егерских полков взял в плен испанскую дивизию, 12 пушек и 17 знамён. Через несколько дней при Вилларейо Лассаль нанёс новое поражение испанцам, а в марте следующего года очистил левый берег Тахо и принял участие в сражении при Медейине, и только лихая атака Лассаля с 26-м драгунским полком на шеститысячное испанское каре дала возможность французской армии, окружённой численно превосходящим неприятелем, отступить за реку Медейину по единственному мосту.
В декабре 1808 года вступил со своим корпусом в Толедо, где посетил дворец инквизиции.
За свои умелые действия на Пиренейском театре военных действий получил прозвище «Пикаро» (исп. Picaro).

## Война пятой коалиции

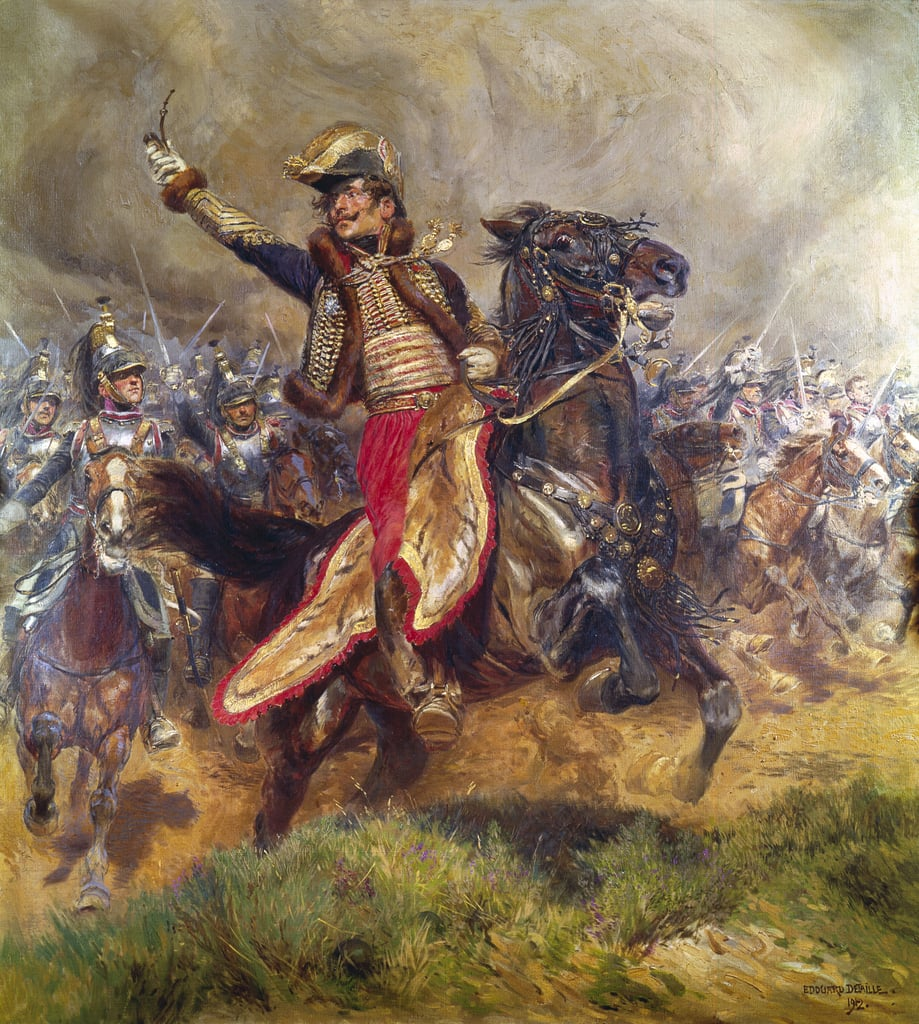
Лассаль ведёт в атаку 1-й кирасирский полк при Ваграме. Художник Эдуар Детай, 1912 год.

В начале войны с Австрией в 1809 году Наполеон назначил Лассаля командиром лёгкой кавалерийской дивизии в составе Армии Германии, командуя которой Лассаль отличился в сражениях при Альтенбурге, Эсслинге и Раабе.
Во время отважных атак при Эсслинге, дорого обошедшихся австрийцам, половина дивизии Лассаля осталась на поле сражения. В этом сражении он спас жизнь маршалу Бессьеру.
В сражении при Ваграме Марюла и Лассалю было поручено прикрывать знаменитый фланговый марш Массена́. Рядом своих атак Лассаль останавливал австрийскую кавалерию, несколько раз покушавшуюся на корпус Массена. Вечером Лассаль опрокинул несколько неприятельских каре, прорвал австрийскую линию при Леопольдау и вслед за последней атакой на корпус Кленау отдал трубачу приказ играть сбор. В этот момент Лассаль был сражён пулей, посланной раненым венгерским гренадером, лежавшим в 15 шагах.
Накануне битвы, открыв свой багаж и найдя свою курительную трубку поломанной, а флакон с ликёром и портрет жены разбитыми, он сказал своему адъютанту, шефу эскадрона Коэтлоке: «Я не выживу в этот день» (фр. Je ne survivrai pas à cette journée).

## Память о Лассале

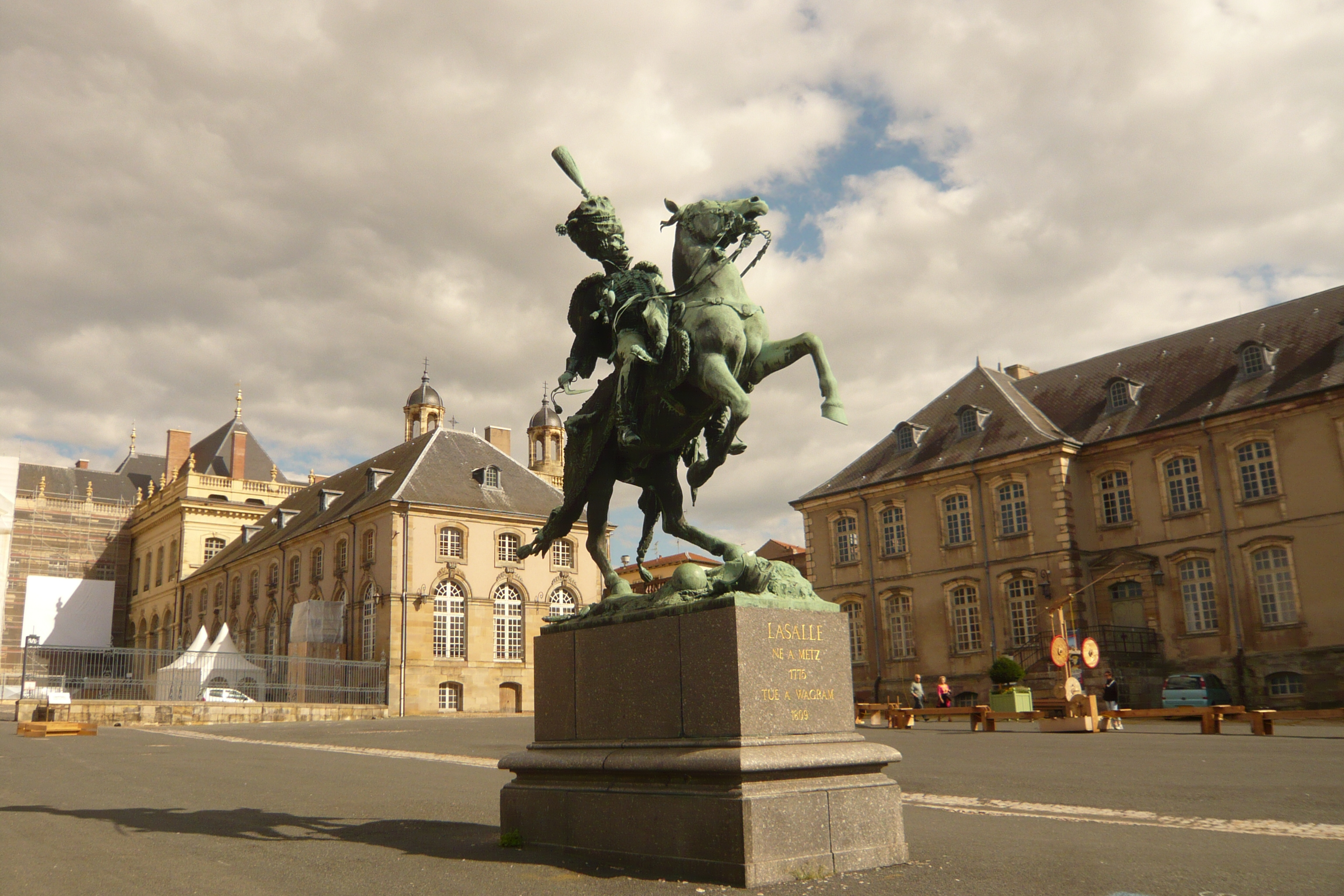
Статуя генерала Лассаля в Люневильском дворце.

Наполеон приказал поставить статую Лассаля на мосту Согласия в Париже. Останки Лассаля в 1891 году были перенесены в Дом инвалидов, а в 1893 году в Люневилле Лассалю воздвигнут памятник.
Блестящий кавалерийский генерал, храбрый до самозабвения, решительный, обладавший необыкновенными глазомером и быстротой, великолепный авангардный начальник, решавшийся на самые отчаянные предприятия и в то же время умевший высоко ценить жизнь своих подчинённых и братской заботливостью о них успевший снискать их глубокую любовь и уважение, — таков был Лассаль, этот поистине рыцарь без страха и упрёка.
В письме к жене Лассаль писал: «Моё сердце — для тебя, моя кровь — для императора, а моя жизнь — для чести» (фр. Mon cœur est à toi, mon sang à l’empereur, ma vie à l’honneur). Лассалю также принадлежит крылатая фраза: «Гусар, который не убит в 30 лет, не гусар, а дрянь!» (фр. Tout hussard qui n’est pas mort à trente ans est un jean-foutre). Сам Лассаль, тем не менее, был убит в 34 года. Также он является автором фразы: «Гусар, который не курит, — дрянной солдат» (фр. Un hussard qui ne fume pas est un mauvais soldat).

## В художественной литературе
- Фигурирует в рассказе Эдгара По «Колодец и маятник» (1842), в финале которого приходит на помощь главному герою, осужденному на пытки инквизицией г. Толедо.
- Несколько раз упоминается в цикле рассказов Артура Конан Дойла о бригадире Жераре, в частности в рассказе «Как бригадир перебил братьев из Аяччо», в котором император Наполеон получает послание от корсиканской организации «братья из Аяччо» и отправляется на встречу с ними, взяв с собой тогда еще лейтенанта Жерара.

## Воинские звания
- Младший лейтенант (19 июня 1786 года);
- Конный егерь (20 февраля 1794 года);
- Сержант (21 марта 1794 года);
- Лейтенант (10 марта 1795 года);
- Капитан (7 ноября 1796 года);
- Командир эскадрона (6 января 1797 года, утверждён 22 апреля 1797 года);
- Полковник (23 июля 1798 года);
- Бригадный генерал (1 февраля 1805 года);
- Дивизионный генерал (30 декабря 1806 года).

## Титулы

Герб графа

- Граф Лассаль и Империи (фр. comte Lasalle et de l'Empire; декрет от 19 марта 1808 года, патент подтверждён в июне 1808 года)[5][неавторитетный источник].

## Награды
- Почётная сабля и пистолеты (5 августа 1800 года)

 Легионер ордена Почётного легиона (11 декабря 1803 года)
 Коммандан ордена Почётного легиона (14 июня 1804 года)
 Кавалер баварского Военного ордена Максимилиана Иосифа (21 июня 1807 года)
 Кавалер ордена Железной короны (25 июня 1807 года)
 Великий офицер ордена Почётного легиона (4 сентября 1808 года)
- ежегодная рента в 25 000 франков с Вестфалии (16 марта 1808 года)
- ежегодная рента в 25 000 франков с Ганновера (16 марта 1808 года)

## Комментарии
1. ↑  Правильно - Ласалль, но в русскоязычных источниках устоялось именно такое написание.